# ルキウス・コルネリウス・スキピオ・アシアティクス (紀元前83年の執政官)
ルキウス・コルネリウス・スキピオ・アシアティクス（ラテン語: Lucius Cornelius Scipiō Asiaticus 、 紀元前130年頃 - ?）は、紀元前1世紀初期の共和政ローマの政治家・軍人。紀元前83年に執政官（コンスル）を務めた。

## 出自
スキピオ・アシアティクスは名門パトリキ（貴族）であるコルネリウス氏族スキピオ家の出身である。同名の曽祖父は第2次ポエニ戦争の英雄スキピオ・アフリカヌスの弟で、セレウコス朝シリアのアンティオコス3世に勝利してアシアティクスのアグノーメン（愛称）を得、スキピオ・アシアティクス家の祖となった。しかし、大カトなどの反スキピオの元老院議員により、アシアティクスは金銭の横領の咎で告発され有罪となった。このため、その子孫は高位官職につくことはできなかった。
本記事のアシアティクスの父も祖父もプラエノーメン（第一名、個人名）はルキウスである。祖父ルキウスはクァエストル（財務官）になったものの33歳で死去した。父ルキウスに関しては名前以外は何も知られていない。
なお、アグノーメンに関しては、カピトリヌスのファスティは「アシアティクス」だが、「アシアゲネス」、神職の一覧や碑文では「アシアゲヌス」となっているなど揺れがある。

## 経歴

### 早期の経歴
スキピオ・アシアティクスは紀元前130年頃に生まれたと推定される。正確な日付は不明だが造幣官として政治家の道を歩み始めた。おそらくは紀元前106年頃のことと思われる。
紀元前90年、スキピオはレガトゥス（副司令官）として同盟市戦争に従軍し、ルキウス・アキリウスと共にサムニウムのイゼルニアの防衛を担当した。しかし、戦況は絶望的で、スキピオとアキリウスは奴隷に変装して脱出した。二人の脱走後直ちにイゼルニアが陥落したのか、あるいはしばらく持ちこたえたのかは不明である。
ローマに戻ったスキピオは、紀元前89年に死去したマルクス・アエミリウス・スカウルスの後を継いで紀元前88年に神祇官となっている。
紀元前80年代にスキピオはプラエトル（法務官）に就任し、またマケドニア属州総督を務めたはずである。アッピアノスによれば、ルキウス・スキピオが指揮するローマ軍がイリュリアでメダイ族、ダルダノイ族、スコルディスキ族と戦争を行っている。これら部族がマケドニアとギリシアに大規模な襲撃を行い、その間にデルポイを含む多くの神殿を略奪した。この神殿略奪を理由に、戦争が開始された。ルキウス・スキピオはスコルディスキ族を倒してドナウ川流域に移住させ、メダイ族とダルダノイ族と和平を結び、略奪した金の一部を彼らから譲り受けた。このルキウス・スキピオがスキピオ・アシアティクスであることに、歴史学者は疑いを持っていない。
但し、正確な時期に関しては議論がある。執政官就任年とウィッリウス法の規定から逆算して、スキピオは遅くとも紀元前86年には法務官に就任したはずである。このことから、スコルディスキに対する勝利は、紀元前85年に前執政官権限でマケドニア属州総督となったときのものと考えられる。ただし、総督就任を紀元前88年とする説もある。
もし、紀元前85年説が正しければ、すでにオプティマテス（門閥派）のルキウス・コルネリウス・スッラとポプラレス（民衆派）ルキウス・コルネリウス・キンナの内戦は避けられないものとなっている。スッラはポントス王ミトリダテス6世と戦っていた。この場合キンナはアンコーナからバルカン半島に軍を移動させ、同じく民衆派のスキピオと協力してスッラと戦うことができたはずである。実際にはこの計画は兵士の反乱で実行できず、キンナもまた殺害された。同年スキピオはローマに戻り、翌年の執政官に選出された。
一方で、これに対する異説もある。歴史学者T. モムゼンは、イリュリアでの勝利は凱旋式のファスティが欠落している紀元前104年から紀元前98年の間の出来事と考えていた。R. カレット=マルクスによれば、この勝利は紀元前70年代のものであり、スキピオではなくガイウス・スクリボニウス・クリオ（紀元前76年執政官、紀元前75年-74年マケドニア総督）のものとする。A. コレレンコフは、スキピオが紀元前90年代にレガトゥスあるいはクァエストル（財務官）権限でイリュリアでの戦いを行ったと推定している。この場合彼の兵力は限られたものとなり、決定的な勝利を得ることなく講和を結ばざるを得なかった。このためにローマで凱旋式を実施することはできなかった。

### ローマ内戦
ガイウス・マリウス派（民衆派）とスッラ派（門閥派）の紛争の初期段階におけるスキピオの立場は不明である。一方、歴史学者の中には、スキピオは最初からスッラの敵であったと見るものもいる。紀元前88年にスッラの軍がローマを占領したとき、「スキピオは少なくともその指揮権を承認しなかった」；そうでなければ、翌年のマリウスの占領の際に殺害されていたであろう。もし紀元前84年にスキピオがバルカン半島にいたとすれば、バルカン半島に渡ろうとしたキンナの行動は、スキピオを自身の支持者と見ていることを示している。最後に、アッピアノスは、スキピオが執政官に選出された時にスッラを憎んでいたと書いている。
スキピオが執政官に選ばれたのは、マリウス派とスッラ派の決定的な戦闘の前であった。熟達した軍事指揮官としての彼の評判は、ここで重要な役割を果たした可能性がある。スキピオの同僚執政官は、ノウス・ホモ（父祖の高位官職者をもたない新人）であるガイウス・ノルバヌスであった。一部の歴史学者は、これをマリウス派のノビレス（新貴族）と「新市民」の同盟の証拠と見ている。
スッラはイタリアに上陸し、紀元前83年5月に新たな内戦が始まった。このとき、スッラには実戦で鍛えられてはいるものの3-4万人の兵士しか持っていなかった。一方、スキピオとノルバヌスは合計18-20万人の兵士を率いていた。しかし、理由は不明だが両執政官は別々に行動し、さらに、海岸を守るために必要な措置を講じなかった。その結果、スッラはブルンディシウムに抵抗なくに上陸してカンパニアに進撃し、最初の戦いでノルバヌスを撃破した。
スキピオはスッラ軍とテアヌムの近くで遭遇した。スキピオは40個コホルス（大隊。1コルホスは約600人）を持っていたのに対し、スッラ軍は20個コルホスであった。しかしスキピオの兵士たちはほとんどが新兵であったようで、戦闘を望んでおらず、さらにノルバヌス敗北の知らせが士気を低下させていた。財務官を務めていたマルクス・プピウス・ピソ・フルギ・カルプルミアヌスですらも、スキピオの下で戦うことを拒否したことが知られている。両軍は直ちに戦闘には入らず、交渉を開始した。おそらくスッラは、初期の段階で経験豊富な指揮官と戦いたくなかったのであろう。交渉で何が議論されたかについては、異なる意見がある。交渉中の停戦期間を利用して、スッラの兵はスキピオの野営地に潜入し、「平和を願う」扇動を行った。マリウスの下で戦ってきた有能な士官であるクィントゥス・セルトリウスはこのような状況の危険性をスキピオに訴え、交渉の終了を提案しようとしたが、スキピオは彼の言うことに耳を傾けなかった。結局スキピオは、ノルバヌスと相談する必要があるとして、サルトリウスを派遣した。スキピオは自身の決断を正当化するため、要求もされていない人質を差し出したために、自軍の兵士たちの憤りを買った。結局交渉は決裂した。スッラが軍を率いてスキピオの野営地に向かうと、スキピオの兵士は全員が逃走してスッラ側に走った。スキピオと息子だけが残っており、捕虜となったが死は免れた。この出来事に関して、プルタルコスは「スッラは囮の鳥を使って、敵の40個コホルスを自軍の20個コホルスにおびき寄せた」と書いている。
シケリアのディオドロスによれば、捕虜となったスキピオは執政官を辞任した。スッラはスキピオを解放し、騎兵の護衛をつけてマリウス派の支配地域まで送った。自軍支配地域に入ると、スキピオは再び指揮をとった。スキピオは新たな軍を編成して、ピケヌムでガイウス・アルビウス・カリッナスに勝利したグナエウス・ポンペイウスに対して軍を進めた。しかし、ポンペイウスの軍を見ると、スキピオの兵士はポンペイウス側に寝返った。おそらく、スキピオはピケヌムで徴兵を行ったが、そこではポンペイウス氏族の力が非常に強かったためであろう。
これ以降、戦争中のスキピオに関する記録はない。翌紀元前82年、戦争に勝利したスッラは、国家の敵リストに小マリウス、ノルバヌス、セルトリウス、グナエウス・パピリウス・カルボと共にスキピオの名前を挙げたが、実行はされなかった。名門スキピオ家の出身ということが理由だったのかもしれない。スキピオはマッシリアへ追放され、そこで直ぐに死去したとも、紀元前60年代まで生きていたとも言われる。

## 知的活動
キケロはスキピオを「弁論はできる方だった」と評している。一方で、モムゼンは、「公の場でどのように話すかさえ知らなかった」と書いている。

## 子孫
スキピオには娘がおり、プブリウス・セスティウス（紀元前55年法務官）と結婚した。彼女がマッシリアに追放中のスキピオを訪ねたことが知られている。また、ルキウスという名前の息子がおり、オロシウスは「レピドゥスの息子スキピオ」と呼んでいる。このことから、スキピオはマルクス・アエミリウス・レピドゥス（紀元前78年執政官で、第二回三頭政治のレピドゥスの父）の3人の息子の1人を養子にとり、ルキウス・コルネリウス・スキピオ・アシアティクス・アエミリアヌスと名乗らせた事が分かる。

## 評価
スキピオに関することで最も注目すべき事実は、2度に渡って隷下の軍が戦わずしてスッラの側に寝返ったことである。この点について、マリウス派に共感していたキケロは、彼を「正直だが、不幸な人」と呼んでいる。プルタルコスは『対比列伝』のセルトリウスの伝記で「カルボ、ノルバヌス、スキピオのような者たちは、スッラのローマ侵攻を止めることができなかった。また民衆派の大義は、その将軍たちの臆病さと弱さによって、また裏切りによって、破滅し、失われた」と、スキピオを明らかに軽蔑している。アッピアノスは、スキピオを無能な将軍とおおっぴらに非難している。このギリシア人歴史家は、テアヌムでの軍の裏切りに関連してこう書いている。「スキピオが全軍を巻き込んだ謀略に気づいていなかったことは、指揮官として全く弁解の余地がない」。

## 参考資料

### 古代の資料
- アッピアノス『ローマ史』
- シケリアのディオドロス『歴史叢書』
- カピトリヌスのファスティ
- ティトゥス・リウィウス『ローマ建国史』
- オロシウス『異教徒に反論する歴史』
- ガイウス・プリニウス・セクンドゥス『博物誌』
- プルタルコス『対比列伝』
- マルクス・トゥッリウス・キケロ『ブルトゥス』
- マルクス・トゥッリウス・キケロ『ウェッレス弾劾』
- マルクス・トゥッリウス・キケロ『セスティウス弁護』

### 研究書
- Broughton R. Magistrates of the Roman Republic. - New York, 1952. - Vol. II. - P. 558.
- Egorov A. Julius Caesar. Political biography. - SPb. : Nestor-History, 2014 .-- 548 p. - ISBN 978-5-4469-0389-4 .
- Drumann W. Geschichte Roms in seinem Übergange von der republikanischen zur monarchischen Verfassung oder Pompeius, Caesar, Cicero und ihre Zeitgenossen. Hildesheim, 1964.
- Korolenkov A. Quintus Sertorius. - SPb. : Aletheia, 2003 .-- 310 p. - ISBN 5-89329-589-7 .
- Korolenkov A. Lion and fox: psychological methods of Sulla in the war with the Marians // Antique World and Archeology. - 2002. - No. 11 . - S. 57-64 .
- Korolenkov A. Lucius Cornelius Scipio: the consul, twice left by the army // History and historiography of the foreign world in persons. - 2013. - No. XI . - S. 3-25 .
- Korolenkov A., Smykov E. Sulla. - M .: Molodaya gvardiya, 2007 .-- 430 p. - ISBN 978-5-235-02967-5 .
- Mommsen T. History of Rome. - Rostov-on-Don: Phoenix, 1997 .-- T. 2.- 640 p. - ISBN 5-222-00047-8 .
- Münzer F. Cornelius 338 // RE. - 1900 .-- T. VII . - S. 1483-1485 .
- Münzer F. Cornelius 339 // RE. - 1900 .-- T. VII . - S. 1485 .
- Münzer F. Römische Adelsparteien und Adelsfamilien. - Stuttgart, 1920. - P. 437.

| 公職                                                                     | 公職                                         | 公職                                                       |
| ------------------------------------------------------------------------ | -------------------------------------------- | ---------------------------------------------------------- |
| 先代 グナエウス・パピリウス・カルボ II ルキウス・コルネリウス・キンナ IV | 執政官 同僚：ガイウス・ノルバヌス 紀元前83年 | 次代 ガイウス・マリウス グナエウス・パピリウス・カルボ III |